# Нитко се неће смијати
„Нитко се неће смијати” је југословенски и хрватски ТВ филм први пут приказан 1. маја 1985. године. Режирао га је Силвије Петрановић који је, по делу Милана Кундере, написао и сценарио.

## Улоге
| Глумац                 | Улога              |
| ---------------------- | ------------------ |
| Мустафа Надаревић      | Милан              |
| Рената Јурковић        | Клара              |
| Перо Квргић            | Господин Затурецки |
| Вјера Жагар Нардели    | Госпођа Затурецки  |
| Нада Суботић           | Марија             |
| Златко Црнковић        | Хофман             |
| Борис Бузанчић         | Косхутек           |
| Иво Фици               | Фердо              |
| Семка Соколовић Берток | Сусетка            |
| Вили Матула            | Студент            |
| Предраг Пређо Вусовић  | Риба               |
| Жељко Вукмирица        | Брадоња            |
| Звонимир Ференчић      | Шеф погона         |

Остале улоге  ▼
| Глумац           | Улога                    |
| ---------------- | ------------------------ |
| Борис Михољевић  | Професор                 |
| Фрањо Мајетић    | Председник кућног савета |
| Бранка Цвитковић | Продавачица              |
| Драго Мештровић  | Конобар                  |
| Сенка Булић      | Радница                  |
| Данило Попржен   | Вратар                   |
| Добрила Бисер    | Плавуша                  |
| Златан Вркљан    |                          |